# Guelmim (provins)
Guelmim (arabiska: إقليم كلميم, franska: Province de Guelmim) är en provins i Marocko.   Den ligger i regionen Guelmim-Oued Noun, 700 km söder om huvudstaden Rabat. Antalet invånare är 166 685. Arean är 2 875 kvadratkilometer.